# Церковь Святого Стефана (Страсбург)
Церковь Святого Стефана в Страсбурге (также часовня Святого Стефана; фр. Église Saint-Étienne de Strasbourg, нем. Stephanskirche Straßburg) — бывшая церковь, расположенная на окраине старого города Страсбург (Эльзас, Гранд-Эст); сегодня является часовней и местом для проведения концертов, включая органные; здание храма было построено в VIII и перестроено в начале XIII века в романском стиле: здание получило башню-колокольню высотой около 60 метров. В 1823 году бывшая католическая церковь стала протестантской часовней; является историческим памятником.

## История и описание
Здание церкви Святого Стефана в Страсбурге было построено в VIII веке на фундаментах более раннего здания — раскопки под руинами и сохранившимися компонентами здания, проводившиеся после Второй мировой войны — в 1948 и, в особенности, в 1956 году — обнаружили остатки римского лагеря Аргенторатум (Argentoratum) и фундаменты апсиды древнего здания, возведённого в конце IV или начала V века н. э. Если предположить, что фундаменты принадлежат христианской церкви, то это будет самая старая обнаруженная церковь в Эльзасе.
В начале XIII века современное здание церкви было расширено и перестроено в стиле рейнской романской архитектуры — к нему была пристроена и башня-колокольня высотой около 60 метров. В 1714 году церковь получила орган, созданный Андреасом Зильберманом — сегодня этот инструмент находится в коммуне Бишайм (Нижний Рейн). После Французской революции здание использовалось как склад, а затем — как бальный зал. Фасад и неф были удалены в 1802 году и через три года были заменены на произведения неоклассической архитектуры. В 1823 году бывшая католическая церковь стала часовней протестантского «Малого семинара» (Малой семинарии); в 1826 году она получила новый орган — он, в свою очередь, был заменён в 1974 году. Сегодня бывшая церковь стоит во дворе католической гимназии «Стефансгимназия» (Stephansgymnasium) на окраине старого города.
В годы Второй мировой войны, в 1944, здание было практически полностью разрушено в ходе англо-американских бомбардировок города: так «новый» неф был разрушен полностью. С период с 1959 по 1965 год современный «простой» неф был построен в стиле, «вдохновленном» старыми готическими сводами. Трансепт, хор и апсида сохранились с XIII века. Гобелены, изначально являвшиеся частью церковного убранства, сегодня хранятся в музее строительства собора Нотр-Дам — а также, в самой гимназии.